# Times Literary Supplement
The Times Literary Supplement (TLS) — впливовий щотижневий літературно-критичний журнал Великої Британії.

## Історія
З 1902 року видавався як додаток до газети The Times, з 1914 року виходить як самостійне видання; постійно й тісно пов'язаний з The Times, електронна версія журналу розміщується на сайті газети. Головний редактор з 2003 — Пітер Стотгард, який до того протягом 10 років очолював газету The Times.

## Публікації
До 1974 року рецензії на книги та огляди книжкової продукції — їхніми авторами часто були відомі літературні критики — друкувалися в журналі анонімно. Окрім рецензій у виданні публікуються есе та вірші. В різний час в газеті публікувалися Йосип Бродский, Маріо Варгас Льйоса, Гор Відал, Вірджинія Вулф, Генрі Джеймс, Італо Кальвіно, Мілан Кундера, Філіп Ларкін, Орхан Памук, Патриція Гайсміт, Джеффрі Гілл, Шеймас Гіні, Томас Стернз Еліот, Джон Ешбері, Джордж Стейнер та ін.

## Головні редактори
- Джеймс Серсфілд з 1902
- Боюс Річмонд, з 1905
- Д. Л. Муррей, з 1938
- Стенлі Морісон, з 1945
- Ален Прайс-Джонс, з 1948
- Артур Крук, з 1959
- Джон Гросс, з 1974
- Джеремі Трегловн, з 1981
- Фердінанд Маунт, з 1991
- Пітер Стотгард, з 2003